# Ruhrbrücke Hattingen
Die Ruhrbrücke Hattingen, auch Ruhrbrücke Bochumer Straße, ist eine Straßenbrücke über die Ruhr in Hattingen, Nordrhein-Westfalen, Deutschland. Sie verbindet die Hattinger Kernstadt mit dem nördlich des Flusses gelegenen Stadtteil Winz-Baak und überführt die Landesstraße 651 und einen abgestuften Abschnitt der Bundesstraße 51 sowie die Straßenbahnlinie 308 der Stadtbahn Bochum. 

## Geschichte

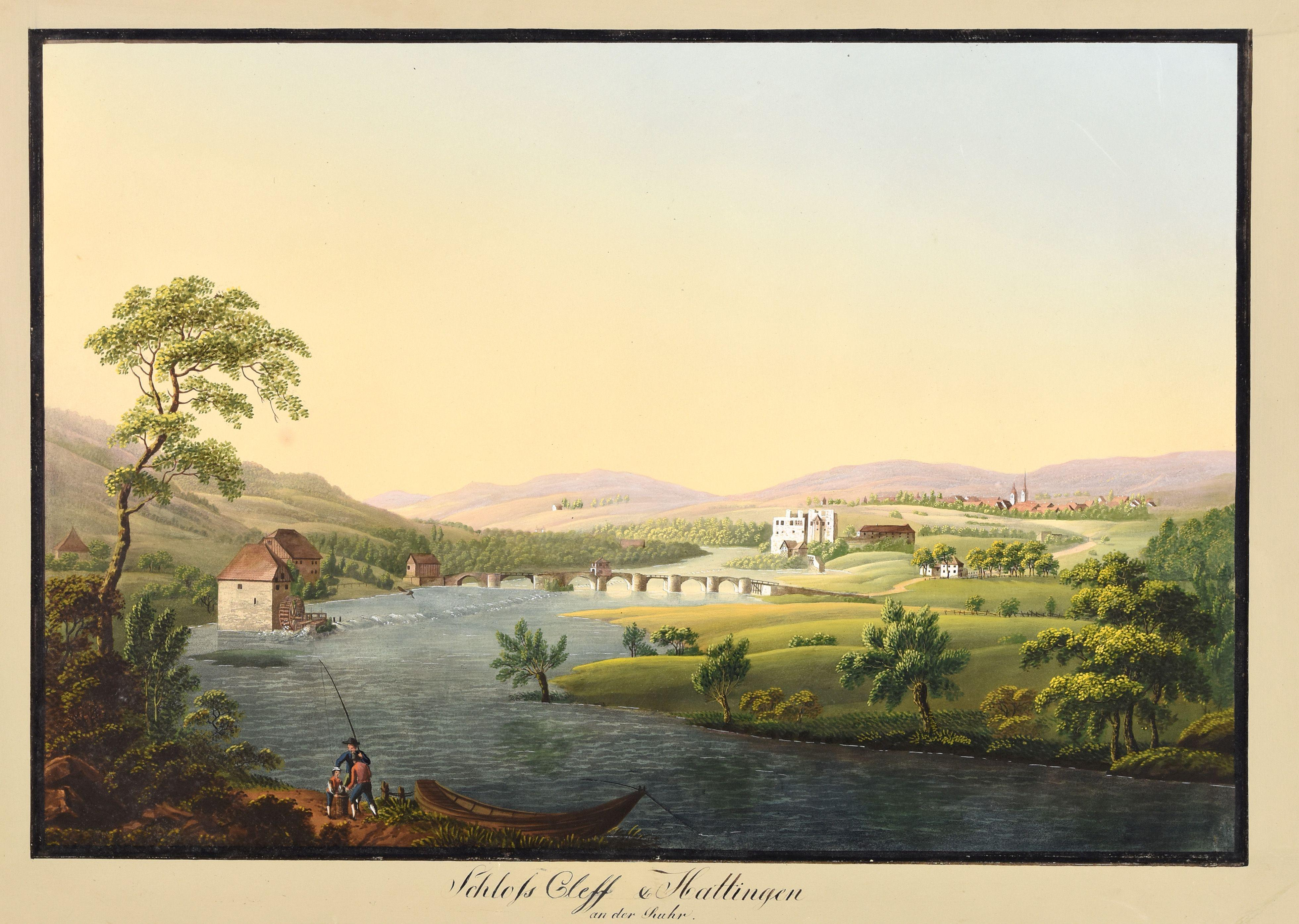
Bleuler, Haus Kliff und Hattingen, um 1810, mit Haus Kliff.

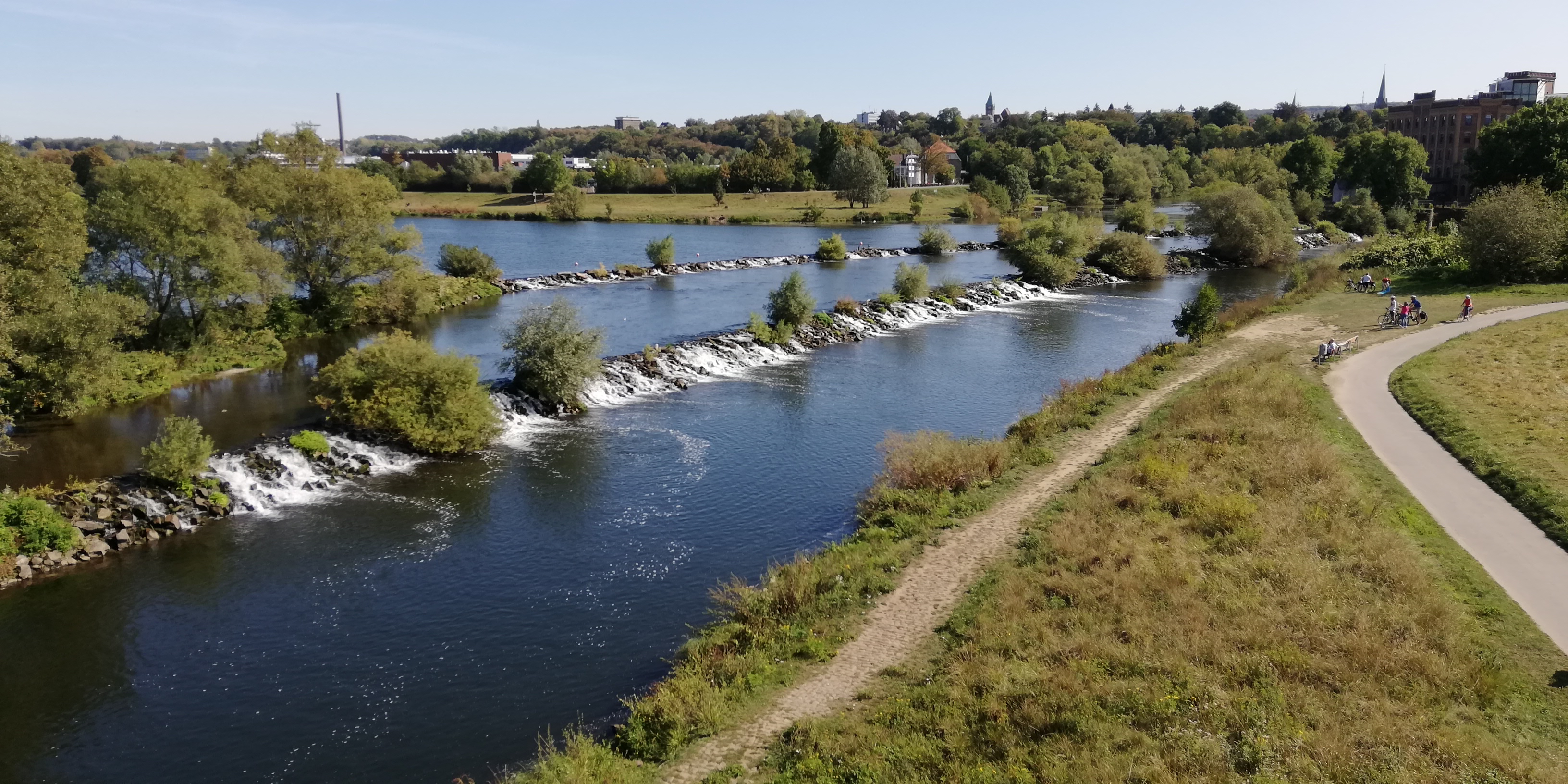
Blick von der Ruhrbrücke Hattingen flussaufwärts

Die erste Ruhrbrücke wurde urkundlich am 30. Juni 1319 erwähnt. Sie wurde für Graf Adolf II. von der Mark errichtet, sie besaß acht Bögen und vier Tortürme zur Brückenverteidigung. Sie wurde im Dreißigjährigen Krieg weitgehend zerstört. Die Brücke wurde Mitte des 17. Jahrhunderts wiederhergestellt.
Die Brücke mit Pfeilern von 1875 und Stahlträger-Überbau von 1937 wurde bis Mitte 2002 genutzt. Von August bis September 2002 wurde sie von Norden nach Süden abgetragen.
Die heutige Brücke wurde von 1998 bis Juni 2002 gebaut. Sie besteht aus zwei nebeneinander liegenden gewölbten Hohlkastenträgern – einer für die Straßenbahn, einer für die Straße. Die Spannweite beträgt 68 m, die Gesamtlänge 233,5 m.
Nahe der Brücke liegt die ehemalige Villa Bella Riva.